# Koelreuterieae
Koelreuterieae, tribus grmova ili manjeg drveća iz porodice sapindovki, dio potporodice Sapindoideae. Postoje 4 roda iz Afrike i Azije

## Rodovi
1. Koelreuteria Laxm. (3 spp.)
2. Smelophyllum Radlk. (1 sp.)
3. Stocksia Benth. (1 sp.)
4. Erythrophysa E. Mey. (9 spp.)